# Тьягу Луис
Тьягу Луис Мартинс (род. 13 марта 1989, Рибейран-Прету, Сан-Паулу) — бразильский футболист.

## Карьера
Тьягу родился в Рибейран-Прету, Сан-Паулу. Луис прошел через молодёжные ряды местных клубов, среди которых, был и «Сантос», с которым он выиграл лигу штата в качестве юниора. Он дебютировал за основную команду 27 января 2008 года в том же турнире, против клуба «Брагантино», забив в этом матче.
Помимо этого, в то время, СМИ узнали о возможном интересе к Луису гранда Ла-Лиги «Реал Мадрид», но конкретного предложения так и не поступило. В августе 2009 года, после ещё трех игр в серии А за «Сантос», игрок был отдан в аренду «Униан Лейрия» из Португалии. В своем единственном сезоне в первом дивизионе, забив только однажды в официальных матчах (в домашней ничьей (1:1) против клуба «Трофенсе» в Кубке Лиги).